# Газела на Кювиер
Газелата на Кювиер (Gazella cuvieri) е вид газела, произхождаща от Алжир, Мароко, Западна Сахара и Тунис. Това е един от най-тъмните видове газели, вероятно адаптация към частично горското местообитание. Понякога се поставя в рода Trachelocele заедно с джейран и тънкорогата газела.

## Характеристики
Газелата на Кювиер е един от най-тъмните и малки видове газели, с височина до 60 – 69 см и средно тегло 35 кг. Характеризира се с отличителна широка, тъмна лента, която минава отстрани на тялото и разделя кафявите гръбни части от белите коремни части. Има дълги, тънки уши. И двата пола имат рога с дължина между 10 и 15 см, като при мъжките индивиди рогата са по-оребрени и имат по-голяма маса.

## Статус
В миналото причината за упадъка на газелата на Кювиер е прекомерният лов за кожи, месо и трофеи. През 30-те години на миналия век тя вече е смятана за една от най-редките газели, но не е включена в списъка на застрашените до 60-те години на миналия век. Въпреки че сега е незаконно да се ловуват газелите на Кювиер, те все още страдат от стрес заради местните фермери, които унищожават местообитанията за пасища, и конкуренцията от домашни овце и кози.

## Местообитание
Газелата на Кювиер обитава Атласките планини в Северозападна Африка. Среща се в много различни видове терени. Предпочита пясъчни или каменисти хълмове и плата. Обитават и райони с възобновяващи се гори и буйни борови гори. Рано сутрин и късно вечер излизат от планините, за да пасат в ниските пасища  Следобед пътуват обратно нагоре по планината в горите в търсене на прохладно място, където да прекарат деня.